# Casa Matia din Cluj-Napoca
Casa Matia din Cluj-Napoca, inițial „Casa Stefan Kolb”, este unul dintre cele mai vechi monumente de arhitectură din Cluj (cod LMI CJ-II-m-A-07393, cod RAN 54984.75), unicul palat clujean din epoca de tranziție de la stilul gotic la cel renascentist. În această clădire, situată în Evul Mediu pe str. Sf. Spirit nr. 258 iar în prezent pe strada Matei Corvin nr. 6, s-a născut regele Matia Corvin. 

## Istoric
Clădirea a fost construită în secolul al XV-lea și este amplasată în interiorul primei incinte de apărare aparținând vechii cetăți. Inițial a aparținut patricianului sas Stefan Kolb. Conform unor alte surse, ar fi fost folosită și drept han, iar în 1740 a fost cumpărată de urbea clujeană, îndeplinind și alte scopuri, cum ar fi cel de închisoare sau de spital. În 1887 împăratul Francisc Iosif a făcut o vizită orașului, ocazie cu care pe clădire a fost amplasată o placă comemorativă, proiectată de Lajos Pakey și realizată de sculptorul György Zala. Placa există și astăzi, iar textul în limba maghiară gravat pe ea este:
În această casă s-a născut, în 27 martie 1443,

Matia cel Drept,

fiul lui Ioan de Hunedoara și al Elisabetei Szilagyi.

Grația marelui rege

a scutit casa natală de orice împovărare.

Principele Transilvaniei, Gheorghe Rakoczi al II-lea

a întărit privilegiile acestei case.

Regele nostru apostolic, Francisc Iosif I,

a onorat-o cu vizita sa în 23 septembrie 1887

și, cu o donație mărinimoasă, a avut grijă,

să fie însemnată pentru veșnica pomenire.

Vestitoare a pioșeniei și stimei, această placă comemorativă a fost

pusă de către orașul liber regal al Clujului pe casa natală a celui mai

mare fiu al său. 1888.
În această casă s-a născut, la 23 februarie 1440, Matia Corvin, fiu al voievodului Transilvaniei Ioan de Hunedoara. Ulterior, Matia Corvin a devenit rege al Ungariei în perioada 1458-1490, fiind considerat unul dintre cei mai mari monarhi maghiari. Regele a decis scutirea clădirii de taxe și impozite, scutire pe care au respectat-o și domnitorii ce i-au urmat.
Pe 22 octombrie 1902 a fost deschis în incintă Muzeul Societății Carpatine Ardelene, unul dintre cele mai frumoase muzee din Transilvania la vremea respectivă, dedicat turismului, etnografiei și balneologiei. Aici era expusă o colecție de peste 7.000 de obiecte, cuprinzând ceramică, broderii, unelte agricole, porturi, obiecte casnice rurale. Două dintre încăperile edificiului erau destinate evocării memoriei lui Matia Corvin, fiind expuse și cele 7 machete care au concurat la concursul din 1894 pentru realizarea statuii lui Matei Corvin. Peste 2.000 de volume ale colecției fuseseră donate de către profesorul universitar Otto Hermann. Muzeul a funcționat până în 1935.
După cel de-al Doilea Război Mondial clădirea a adăpostit o perioadă un colegiu, iar apoi Universitatea de Artă și Design, care o folosește și în clipa de față. În 1996 a fost instalată o placă comemorativă în limbile română și engleză.

## Descriere

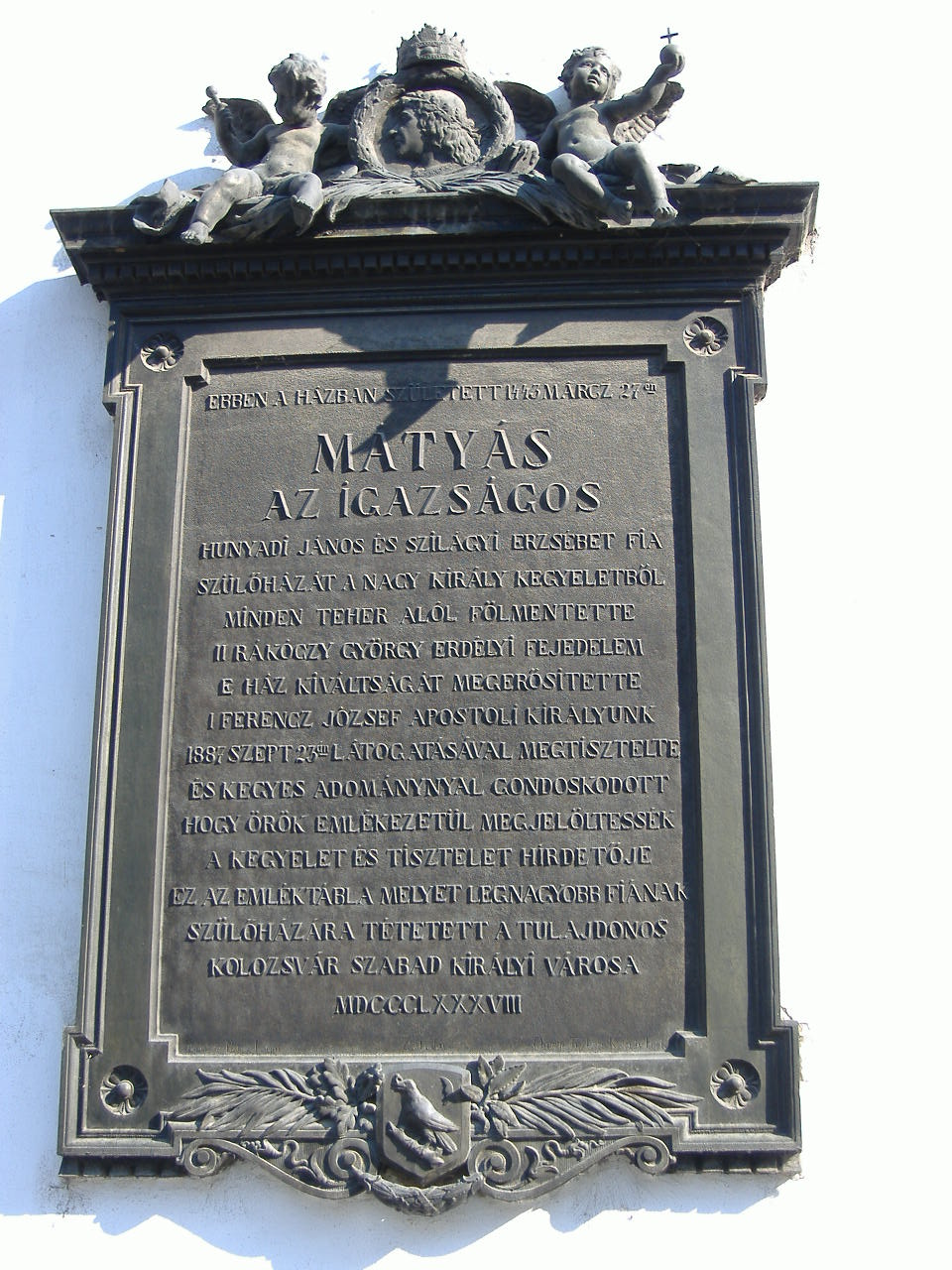
Placa memorială

Clădită în stil gotic, Casa Matia a suferit de-a lungul timpului modificări diverse și adaptări la stilurile noi. Astfel, în prima jumătate a secolului al XVI-lea au fost introduse o serie de elemente arhitecturale renascentiste (Renaissance). La sfârșitul secolului al XIX-lea, aflându-se într-o stare avansată de degradare, a fost restaurată, introducându-se o serie de elemente specifice stilului anilor 1900. A fost restaurată din nou în 1940 de către arhitectul Károly Kós, iar apoi, în perioada comunistă, au fost eliminate multe din modificările anilor 1900.